# Necessary Targets: A Story of Women and War
Necessary Targets: A Story of Women and War ist ein Theaterstück der New Yorker Theaterautorin Eve Ensler aus dem Jahr 1996. Es wurde als Buch veröffentlicht im Jahre 2001 und ist die erste Arbeit der Autorin seit ihrem bekannten Werk Die Vagina Monologe, das 1996 erstaufgeführt wurde. Es handelt von einer renommierten New Yorker Psychiaterin und einer Traumatherapeutin, die in ein bosnisches Flüchtlingscamp reisen, um im Bosnienkrieg traumatisierte Frauen zu unterstützen.
Eve Ensler war selbst ins frühere Jugoslawien gereist, um Frauen mit Kriegserfahrung zu interviewen. Sie wurde dort mit deren Erfahrungen konfrontiert, die sich nicht nur auf die militärischen Handlungen bezogen, sondern auf Erfahrungen in der unmittelbaren Zeit danach: „But after the bombing, that's when the real war begins“, schreibt die Autorin im Vorwort des Stückes. Diese Reise und die Gespräche mit den Frauen inspirierten Ensler zu ihrem Stück. Es wurde 1996 bei einer New Yorker Benefizveranstaltung von Meryl Streep und Anjelica Huston gelesen, in London geschah das gleiche durch Vanessa Redgrave. In Sarajevo spielten Glenn Close und Marisa Tomei das Stück. Das Stück behandelt neben dem Thema Kriegstrauma und dessen Therapie auch die Isolation der Protagonistin J.S. und ihre Entwicklung im Verlauf der Geschichte.

## Handlung
In der ersten von insgesamt 17 Szenen des Stücks treffen die junge Traumatherapeutin und Autorin Melissa sowie die ältere Psychiaterin J.S. in deren New Yorker Apartment zwecks eines Interviews aufeinander. Während Melissa schon mehrfach kriegstraumatisierte Frauen vor Ort besucht hat, traf J.S. bis dahin nicht auf diesen Personenkreis. Sie geht davon aus, dass ihre Erfahrung etwa mit essgestörten amerikanischen Patientinnen sie für Gespräche mit kriegstraumatisierten Frauen qualifizierten. Die beiden beschließen, gemeinsam nach Bosnien zu reisen, um betroffene Frauen zu unterstützen und Material für ein Buch von Melissa aufzuzeichnen.
Die folgenden Szenen spielen in einem bosnischen Flüchtlingscamp, in dem sich die beiden Frauen einquartiert haben. Dort treffen sie auf fünf bosnische Frauen unterschiedlichen Alters mit unterschiedlicher sozialer und beruflicher Herkunft. Diese zeigen sich anfangs eher irritiert von dem Angebot, sie dabei zu unterstützen über ihre Kriegserfahrungen zu sprechen und diese bekannt zu machen und lehnen dieses Angebot ab. Sie sprächen bereits ständig darüber und wären es müde, von Besuchern danach gefragt zu werden. J.S. möchte daraufhin den Besuch abbrechen, wird aber von Melissa, die Verständnis für die Frustration der Frauen aufbringt, zurückgehalten. Sie bezeichnet J.S. und sich selbst als „notwendige Ziele“ (Necessary Targets) der traumatisierten Frauen und erklärt so deren Widerstände.
In den folgenden Szenen öffnen sich die Frauen nach und nach – einige durch differenzierte Berichte, andere zunächst eher durch regressive Verhaltensweisen. Im Weiteren kommt es zum Aufbau von Beziehungen untereinander, aber auch zu Konflikten über die Rollen und Privilegien der amerikanischen Besucherinnen. Im Laufe der Gespräche werden auch unterdrückte und bisher verdrängte schwerste Traumata aufgedeckt, was zu Zusammenbrüchen und Selbstverletzungen bei einigen der Frauen führt. Eine der Frauen trägt stets ein Stoffbündel bei sich, in dem sie ihr Baby wähnte – tatsächlich hatte sie das Kind in einer Fluchtsituation vor Vergewaltigern verloren und muss dies schließlich angesichts des leeren Bündels realisieren. J.S. und Melissa sind unterschiedlicher Meinung zum Vorgehen, letztere verlässt schließlich das Camp, um in Tschetschenien weiteres Material für ihr Buch zu sammeln. J.S. bleibt und spricht weiter mit den Bosnierinnen. Das Stück endet in J.S.'s Apartment in New York, wo sie auf Tonband eine an Melissa gerichtete Nachricht einspricht. Die Reise hat die erfahrene Psychiaterin nachhaltig verändert, sie möchte fortan nur mit den bosnischen Frauen verbunden sein.

## Rezeption
Vor der ersten Aufführung wurde das Stück in den USA mehrmals öffentlich gelesen, auch bei Benefizveranstaltungen zugunsten bosnischer Kriegsopfer. Die Erstaufführung fand 2001 in Connecticut statt.
Markland Taylor bescheinigte dem Stück in Variety einen Bedarf an Feinschliff und verbesserter Tiefe der Charaktere. „Vor allem aber muss Ensler die nötige theatralische Raffinesse liefern, wenn das Stück seinen bewundernswerten Absichten gerecht werden soll.“ Alvin Klein von der New York Times sah ebenfalls Probleme mit dem Stück, meint aber dann, dass „es einen undankbaren Menschen braucht um die Wertschätzung für das gute Zusammenspiel des Ensembles zu ignorieren und einen Griesgram, der glaubte, hier gäbe es nichts, was nicht repariert werden kann“. Joy Press von Village Voice erwähnte die stehenden Ovationen des Publikums, kritisierte aber, das Stück sei ein, zweimal zu oft ins Klischeehafte geraten. Charles Isherwood, ebenfalls in Variety, beschrieb das Stück als „ungeschickt strukturiert, in kurze, mäandernde Szenen zerhackt“, die gerade dann endeten, wenn sie eigentlich beginnen sollten.
Karen Bovard vom Theatre Journal lobte den Fokus auf die amerikanischen Frauen im Stück. Die Konzentration auf die Geschichte der amerikanischen Psychiaterin vermeide das Sprechen für „die andere“ und den damit verbundenen arroganten Akt einer eingebildeten Empathie. Ensler sei besorgt über den „Bewusstseinswandel“, den die Amerikanerinnen erleben, über die Wirkung, die die Kriegsflüchtlinge auf die Ausländerinnen haben, die aus einer „privilegierten und relativ sicheren Position“ kämen. Dieser Fokus präge, so Bovard, „einige der aufschlussreichsten Zeilen“ des Stücks.